# Liste von Interpreten der Neuen Deutschen Welle
Die Liste von Interpreten der Neuen Deutschen Welle umfasst Musikgruppen und Solokünstler der Neuen Deutschen Welle, einer deutschsprachigen Variante des Punk und New Wave, die ab 1976 aufkam und Anfang der 1980er Jahre ihren kommerziellen Höhepunkt erfuhr. Das stilistische Spektrum erstreckt sich von kommerziell bis avantgardistisch. Aufgeführt sind auch Künstler, für die diese Zeit nur eine Phase ihres künstlerischen Schaffens war, der große Teil der Bands löste sich jedoch nach dem schnellen Abebben des Erfolgs auf.
Bedeutende Labels, die weitgehend auf solche Bands spezialisiert waren, waren z. B. Atatak (Düsseldorf), ZickZack Records (Hamburg) oder No Fun Records (Hannover).
Hinweis: Solokünstler sind unter ihrem Vornamen einsortiert!

## 0–9
| Name                        | Gründung | Auflösung | Herkunft | Anmerkung |
| --------------------------- | -------- | --------- | -------- | --------- |
| 1. Futurologischer Congress | 1981     | aktiv     | Berlin   |           |

## A
| Name                        | Gründung | Auflösung | Herkunft | Anmerkung |
| --------------------------- | -------- | --------- | -------- | --- |
| Abwärts                     | 1979     | 2024      | Hamburg  | mehrfache Wiedervereinigung |
| Alexander von Borsig        | –        | –         | Berlin   | Alexander Hacke, später auch als Borsig-Werke, weiter aktiv; siehe auch Einstürzende Neubauten, Sentimentale Jugend                                                                  |
| ALU                         | ?        | ?         | ?        | |
| Andreas Dorau & die Marinas | 1981     | 1983      | Hamburg  | solo weiter aktiv |
| Andy Giorbino               | –        | –         | Hamburg  | 1981–84 auch mit Tanzpartnerin als Lied An Die Freude (benannt nach dem Solo-Album), später Gitarrist bei Geisterfahrer (siehe auch dort) sowie 1987 bei den Kastrierten Philosophen |
| Aus lauter Liebe            | ?        | ?         | Hamburg  | |
| Asphaltindianer             | 1979     | 1985      | Hannover | |

## B
| Name                       | Gründung | Auflösung | Herkunft | Anmerkung                                                        |
| -------------------------- | -------- | --------- | -------- | ---------------------------------------------------------------- |
| Bärchen und die Milchbubis | 1979     | 1983      | Hannover |                                                                  |
| Bel Ami                    | 1978     | ?         | Berlin   |                                                                  |
| Bernward Büker Bande       | 1979     | 1983      | Hannover | vor 1979 Bernward Bieder Bande; Bernward Büker weiter solo aktiv |
| Beton Combo                | 1978     | ?         | Berlin   | mindestens bis 1985                                              |
| Bizarre Leidenschaft       | 1982     | ?         | Hannover | gegründet von Ex-Rotzkotz-Mitglied Horst Illing                  |
| Bleibtreu                  | 1981     | 1983      | Berlin   |                                                                  |
| Blümchen Blau              | 1981     | 1983      | Wien     |                                                                  |
| Brausepöter                | 1978     | 1982      | Rietberg |                                                                  |

## C
| Name            | Gründung | Auflösung | Herkunft     | Anmerkung |
| --------------- | -------- | --------- | ------------ | --- |
| Camilla Motor   | 1979     | 1985      | Mannheim     | |
| Carambolage     | 1979     | 1985      | Fresenhagen  | |
| Cats TV         | 1978     | aktiv     | Cuxhaven     | |
| Die Chefs       | 1982     | 1982      | Hamburg      | |
| Chuzpe          | 1977     | 2004      | Wien         | |
| Clit            | 1979     | 1985      | Braunschweig | |
| Combo Colossale | 1975     | 1985      | Hannover     | 2002 Reunion für einzelne Konzerte |
| Die Conditors   | 1980     | 1986      | Dortmund     | |
| Cora            | 1983     | aktiv     | Berlin       | |
| Cosa Rosa       | 1982     | 1986      | Berlin       | Musikprojekt von Rosemarie Precht (1952–1991) und ihrem Lebenspartner Reinhold Heil (bekannter als Mitglied der Nina-Hagen-Band und von Spliff). |
| Die Crackers    | 1979     | 2012      | Wiesbaden    | |

## D
| Name                                      | Gründung | Auflösung      | Herkunft              | Anmerkung |
| ----------------------------------------- | -------- | -------------- | --------------------- | --- |
| Dennis und die wilde 13                   | 1981     | 1983           | Berlin                | die anfänglich 9-jährige Denice unterstützt von ihrem Vater Dimitri Hegemann und Mitschülerinnen ihrer Klasse; der Name ist abgeleitet von Jim Knopf und die Wilde 13                                          |
| Deo                                       | 1980     | 1983           | Oberhausen            | Brachten eine Single und eine LP auf Innovative Communication heraus und wurden 1982 von der Bravo interviewt. Ihr Titel Exakt neutral wurde 2001 von Stereo Total auf dem Album Musique Automatique gecovert. |
| Deutsch-Amerikanische Freundschaft (DAF)  | 1978     | existiert noch | Düsseldorf, Wuppertal | |
| Deutscher Kaiser                          | 1981     | ?              | Aalen                 | |
| Deutsch-Österreichisches Feingefühl (DÖF) | 1983     | 1985           | Wien/Berlin           | Zunächst als Tauchen-Prokopetz, DÖF war ursprünglich nur der Albumtitel. |
| DIN-A-4                                   | 1981     | 1983           | Hagen                 | Brachten 1982 die LP Videospiele und die Single Chauvi/Videospiele über das Label Ariola heraus. |
| DIN A Testbild                            | 1978     | existiert noch | Berlin                | |
| Dr. Koch Ventilator                       | 1980     | 1992           | Berlin                | |

## E
| Name                                        | Gründung | Auflösung      | Herkunft | Anmerkung           |
| ------------------------------------------- | -------- | -------------- | -------- | ------------------- |
| Einstürzende Neubauten                      | 1980     | existiert noch | Berlin   |                     |
| Eiskalte Engel                              | 1981     | 1982           | Mannheim |                     |
| Elegant                                     | 1981     | 1983           | Berlin   |                     |
| Erste Allgemeine Verunsicherung             | 1977     | 2019           | Graz     |                     |
| Erste weibliche Fleischergesellin nach 1945 | 1982     | ?              | Hagen    |                     |
| Escalatorz                                  | 1981     | ?              | Berlin   | mindestens bis 1985 |
| Extrabreit                                  | 1978     | aktiv          | Hagen    |                     |

## F
| Name                                 | Gründung | Auflösung      | Herkunft     | Anmerkung                                                  |
| ------------------------------------ | -------- | -------------- | ------------ | ---------------------------------------------------------- |
| Falco                                | –        | –              | Wien         | starb bei Autounfall am 6. Februar 1998                    |
| Family 5                             | 1981     | ?              | Düsseldorf   |                                                            |
| FEE                                  | ?        | ?              | Braunschweig |                                                            |
| Fehlfarben                           | 1979     | aktiv          | Düsseldorf   | Nachfolgeband von Mittagspause                             |
| Felix De Luxe                        | 1983     | 1989           | Hamburg      |                                                            |
| Firlefanz                            | ?        | ?              | ?            |                                                            |
| Flying Klassenfeind                  | 1982     | ?              | ?            |                                                            |
| Foyer des Arts                       | 1981     | 1995           | Berlin       |                                                            |
| Frauen & Kinder zuerst               | 1980     | 1982           | Berlin       |                                                            |
| Fräulein Menke                       | –        | –              | Hamburg      |                                                            |
| Frau Suurbier                        | 1981     | existiert noch | Berlin       | eigentlich frühe Fun-Punk-Band; umbenannt in Die Suurbiers |
| Freiwillige Selbstkontrolle (F.S.K.) | 1980     | existiert noch | München      |                                                            |
| Frizz                                | ?        | ?              | ?            |                                                            |
| Fröhliche Eiszeit                    | 1979     | 1982           | Mainz        | auf dem Sampler Schau hör Main Herz ist Rhein              |

## G
| Name            | Gründung | Auflösung      | Herkunft | Anmerkung |
| --------------- | -------- | -------------- | -------- | --- |
| Gänsehaut       | 1981     | 1984           | Köln     | |
| Geier Sturzflug | 1979     | existiert noch | Bochum   | seit 2011 ohne Friedel Geratsch                                                                                              |
| Geisterfahrer   | 1979     | ?              | Hamburg  | siehe auch Andy Giorbino und Holger Hiller                                                                                   |
| Die Gesunden    | ?        | ?              | ?        | |
| Gleitzeit       | ~1981    | ?              | München  | |
| GMBH            | 1981     | 1983           | München  | 1 Album, nie live aufgetreten, unterstützt von den Weindorf-Brüdern (Alfons, Berthold, Clemens, Hermann; siehe Zara-Thustra) |
| Grauzone        | 1980     | 1982           | Schweiz  | |
| Große Freiheit  | 1980     | ?              | Hamburg  | |

## H
| Name          | Gründung | Auflösung | Herkunft   | Anmerkung |
| ------------- | -------- | --------- | ---------- | --- |
| Hans-A-Plast  | 1978     | ?         | Hannover   | |
| Herne 3       | 1981     | ?         | Herne      | |
| Holger Hiller | –        | –         | Hamburg    | auch Mitbegründer von Geisterfahrer und Palais Schaumburg, nicht mehr öffentlich musikalisch aktiv           |
| Hubert Kah    | ?        | 1989      | Reutlingen | nach Hubert Kemmler benannt, der seit 1990 als Solo-Künstler unter diesem mit ihm verknüpften Namen auftritt |

## I
| Name                            | Gründung | Auflösung | Herkunft       | Anmerkung                                                                      |
| ------------------------------- | -------- | --------- | -------------- | ------------------------------------------------------------------------------ |
| IDB (Innerdeutsche Beziehungen) | 1981     | ?         | Wolfratshausen | Mitglied war unter anderem Schauspieler Jürgen Tonkel                          |
| Ideal                           | 1980     | 1983      | Berlin         | mit Frontfrau Annette Humpe (siehe auch Neonbabies, DÖF, Ich + Ich und andere) |
| Ina Deter                       | –        | –         | Berlin         |                                                                                |
| Insisters                       | 1981     | ?         | Berlin         | mit Frontfrau Else Nabu (siehe auch Margo)                                     |
| Interzone                       | 1983     | 1987      | Berlin         |                                                                                |
| Ixi                             | –        | –         | Elmshorn       |                                                                                |

## J
| Name         | Gründung | Auflösung | Herkunft   | Anmerkung                                                                                       |
| ------------ | -------- | --------- | ---------- | ----------------------------------------------------------------------------------------------- |
| Ja Ja Ja     | 1981     | 1983      | Düsseldorf | Mitglieder: Julie Jigsaw, Wietn Wito, Frank Samba „Katz Rap“, produziert von Pyrolator, ATA TAK |
| Jawoll       | 1981     | 1986      | Kassel     |                                                                                                 |
| Joachim Witt | –        | –         | Hamburg    | weiterhin aktiv                                                                                 |

## K
| Name                   | Gründung | Auflösung      | Herkunft        | Anmerkung                                                                                          |
| ---------------------- | -------- | -------------- | --------------- | -------------------------------------------------------------------------------------------------- |
| Keine Ahnung           | 1981     | ?              | Wörth/Karlsruhe | |
| KeinMenscH!            | 1981     | ?              | Hagen           | |
| Der KFC                | 1978     | 1982           | Düsseldorf      | eigentlich Punk-Band; siehe auch Tommi Stumpff                                                     |
| Kirmesmörder           | 1983     | ?              | Berlin          | |
| Kiz                    | 1982     | 1984           | Reutlingen      | Sänger Daddes Gaiser starb am 22. April 2004 an Lungenkrebs                                        |
| Kleenex                | 1978     | 1984           | Zürich          | |
| Knusperkeks            | ?        | ?              | ?               | |
| Korpus Kristi          | ?        | ?              | Limburg         | |
| Kosmonautentraum       | 1980     | ?              | Hannover        | |
| Die Kranken Schwestern | ?        | ?              |                 | nur zwei Titel bekannt: „Ich hol dir einen runter“ und „Wenn ich vor ihm steh’“                    |
| Krischan               | 1984     | 1984           | Berlin          | Solo-Projekt von Christian „Krischan“ Günther-Schaller, dem Gitarristen von Morgenrot              |
| Die Krupps             | 1980     | existiert noch | Düsseldorf      | anfänglich im Post-Industrial-Umfeld tätig; später einer der Wegbereiter der Electronic Body Music |
| Heinz Rudolf Kunze     | –        | –              | Osnabrück       | weiter aktiv                                                                                       |
| Kuschelweich           | 1977     | ?              | Hannover        | eine der ersten Fun-Punk-Bands in Deutschland                                                      |

## L
| Name                 | Gründung | Auflösung | Herkunft | Anmerkung                                                         |
| -------------------- | -------- | --------- | -------- | ----------------------------------------------------------------- |
| Liaisons Dangereuses | 1981     | ?         | ?        | Beate Bartel, zuvor bei Mania D, und Chrislo Haas, vorher bei DAF |
| Lilli Berlin         | 1980     | 1983      | Berlin   |                                                                   |
| Lusthansa            | 1982     | ?         | Trier    |                                                                   |
| Lüül                 | –        | –         | Berlin   | weiter aktiv                                                      |

## M
| Name                                | Gründung | Auflösung      | Herkunft    | Anmerkung                                                                        |
| ----------------------------------- | -------- | -------------- | ----------- | -------------------------------------------------------------------------------- |
| Malaria!                            | 1981     | 1985           | Berlin      | Nachfolgeprojekt von Mania D                                                     |
| Male                                | 1976     | existiert noch | Düsseldorf  |                                                                                  |
| Mania D                             | 1979 (?) | 1981           | Berlin      | siehe auch Malaria!; Beate Bartel war anschließend Teil von Liaisons Dangereuses |
| Margo                               | ?        | ?              | Berlin      | mit Frontfrau Else Nabu (siehe auch Insisters)                                   |
| Markus                              | -        | -              | Bad Camberg | weiter aktiv; siehe auch Nylon Euter                                             |
| Materialschlacht                    | ?        | ?              | ?           |                                                                                  |
| Mau Mau                             | 1982     | 1982           | ?           |                                                                                  |
| MdK                                 | 1979     | ?              | Berlin      | mindestens bis 1985                                                              |
| Miko                                | ?        | ?              | ?           |                                                                                  |
| Die Mimmi’s                         | 1982     | existiert noch | Bremen      |                                                                                  |
| Minisex                             | 1978     | existiert noch | Österreich  | wurde 1990 aufgelöst und 2009 wiedervereinigt                                    |
| Minus Delta t                       | 1978     | ?              | Zürich      |                                                                                  |
| Mittageisen                         | 1981     | 1986           | Luzern      |                                                                                  |
| Mittagspause                        | 1978     | 1980           | Düsseldorf  | Vorgängerband der Fehlfarben                                                     |
| MKK (Mittlere Katastrophen Kapelle) | ?        | ?              | ?           | einzige Single 1982                                                              |
| Der moderne Man                     | 1979     | 1984           | Hannover    |                                                                                  |
| Mona Mur & Die Mieter               | 1982     | 1982           | Hamburg     | Mona Mur als Solokünstlerin weiterhin aktiv                                      |
| Monopol                             | 1982     | 1983           | Hannover    |                                                                                  |
| Morgenrot                           | 1975     | 1997           | Berlin      | siehe auch Krischan                                                              |
| Münchener Freiheit                  | 1980     | existiert noch | München     |                                                                                  |
| Mythen in Tüten                     | 1979     | etwa 1982      | Hannover    | „Meta-Schlager“                                                                  |

## N
| Name                               | Gründung | Auflösung | Herkunft    | Anmerkung |
| ---------------------------------- | -------- | --------- | ----------- | --- |
| Die Nachdenklichen Wehrpflichtigen | ?        | ?         | Hamburg     | |
| Nena                               | 1982     | 1987      | Berlin      | bis 1987 als nach der Sängerin benannte Band, seitdem als Solokünstlerin, lebt in Hamburg                                                                   |
| Neonbabies                         | 1979     | 1983      | Berlin      | mit Frontfrau Inga Dilemma (Inga Humpe, siehe auch DÖF, 2raumwohnung und andere)                                                                            |
| Neue Heimat                        | 1981     | 1984      | Köln        | 2 völlig unterschiedliche Besetzungen, zuletzt als „Purple Schulz & Die Neue Heimat“                                                                        |
| Neue Wohnkultur (NWK)              | ?        | ?         | Berlin      | |
| Nichts                             | 1981     | 1983      | Düsseldorf  | |
| Niko                               | –        | –         | ?           | war 1983/84 das Pseudonym von Ralf Roder |
| Nina Hagen Band                    | 1978     | 1979      | Berlin      | Vorgängerband: Lokomotive Kreuzberg; die Musiker bildeten anschließend ohne die Sängerin die Gruppe Spliff; Nina Hagen ist seitdem als Solokünstlerin aktiv |
| Non Toxique Lost                   | ?        | ?         | Frankfurt   | |
| Notorische Reflexe                 | 1982     | ?         | Berlin      | Gründungsmitglieder: Christoph Doering, Knut Hoffmeister, Sascha von Oertzen, Yana Yo                                                                       |
| Nuala                              | ?        | ?         | Neumünster  | |
| Nylon Euter                        | 1977     | 1982      | Bad Camberg | Thomas Minor, Markus Mörl (später solo als Markus), Werner Minor, Gunne Wagner, Elmar Holm, Herny Farner LP Von außen Zahm von innen irre                   |

## O
| Name                  | Gründung | Auflösung | Herkunft   | Anmerkung |
| --------------------- | -------- | --------- | ---------- | --------- |
| Oberste Heeresleitung | 1980     | ?         | Leverkusen |           |
| O.R.A.V.s             | ?        | ?         | ?          |           |
| Östro 430             | 1979     | 1984      | Düsseldorf |           |

## P
| Name                                                | Gründung | Auflösung      | Herkunft       | Anmerkung |
| --------------------------------------------------- | -------- | -------------- | -------------- | --- |
| P16.D4 (auch als P. D. oder Permutative Distorsion) | 1979     | etwa 1990      | Mainz          | Noise |
| Palais Schaumburg                                   | 1980     | aktiv          | Hamburg        | siehe auch Holger Hiller |
| Partner Eins                                        | ?        | ?              | ?              | Single: „Warum müssen Autos fahren?“ |
| Paso Doble                                          | 1983     | aktiv          | ?              | |
| Peter Schilling                                     | –        | –              | Stuttgart      | eigentlich Pierre Schilling, seit 1982 als Peter Schilling, weiter aktiv |
| Der Plan                                            | 1979     | aktiv          | Düsseldorf     | die Mitglieder betreiben auch das wichtige Musiklabel Ata Tak |
| Plastik                                             | 1980     | 1983           | Oberösterreich | |
| Poison Dwarfs                                       | 1981     | existiert noch | Osnabrück      | |
| Prima Klima                                         | ?        | ?              | ?              | |
| Profil                                              | 1980     | 1983           | Ruhrgebiet     | Sänger und Gründer: Heinz Robert Martin |
| Purple Schulz                                       | –        | –              | Köln           | bereits seit 1973 als Musiker aktiv, 1983–1984 mit der Neuen Heimat, seitdem als Solokünstler |
| PVC                                                 | 1977     | existiert noch | Berlin         | |
| Pyrolator                                           | –        | –              | Düsseldorf     | Kurt „Pyrolator“ Dahlke, eine der wichtigsten Personen der frühen Neuen Deutsche Welle: neben Soloveröffentlichungen Mitbegründer von Ata Tak, Mitbegründer von DAF, Mitglied von Fehlfarben und Der Plan |

## R
| Name                | Gründung  | Auflösung | Herkunft   | Anmerkung |
| ------------------- | --------- | --------- | ---------- | --- |
| Die Radierer        | ?         | ?         | Limburg    | |
| Relax               | 1981/1982 | aktiv     | München    | |
| Rio Reiser          | –         | –         | Berlin     | vorher Hauptakteur bei Ton Steine Scherben, erstes Solo-Album Rio I. wird der Spätzeit der NDW zugerechnet; 1996 verstorben |
| Rheingold           | 1980      | aktiv     | Düsseldorf | |
| Roter Stern Belgrad | ?         | ?         | ?          | |
| Rotzkotz            | 1977      | 1982      | Hannover   | siehe auch Bizarre Leidenschaft                                                                                             |

## S
| Name                         | Gründung | Auflösung      | Herkunft  | Anmerkung |
| ---------------------------- | -------- | -------------- | --------- | --- |
| Saal 2                       | ?        | existiert noch | Hamburg   | |
| Die Schlimmen Finger         | 1981     | 1988           | Berlin    | |
| Seen links, Schlösser rechts | ?        | ?              | ?         | |
| Sentimentale Jugend          | ?        | ?              | Berlin    | Alexander Hacke und Christiane F.                                                                                        |
| Siluetes 61                  | ?        | ?              | Limburg   | |
| Snäp!                        | 1981     | ?              | Köln      | bekannt durch ihr Lied "Elisabeth"                                                                                       |
| Spider Murphy Gang           | 1977     | existiert noch | München   | Rock ’n’ Roll in bayerischer Mundart                                                                                     |
| Spliff                       | 1980     | 1985           | Berlin    | zuvor Nina Hagen Band, davor Lokomotive Kreuzberg                                                                        |
| Sprung aus den Wolken        | 1980     | ?              | Berlin    | |
| Stahlnetz                    | 1981     | ?              | Wuppertal | Minimal-Electro-/Synthie-Pop-Band; debütierte 1982 mit den Hits „Vor all den Jahren“ und „Der Seemann und die Stewardeß“ |
| Steinwolke                   | 1978     | ?              | Rottweil  | |
| Sternhagel                   | 1980     | 1982           | ?         | |
| Strafe für Rebellion         | ?        | ?              | ?         | |
| Strassenjungs                | 1976     | ?              | Frankfurt | „erste deutsche Punk-Band“                                                                                               |
| Stratis                      | 1981     | ?              | Köln      | schufen mit „Herzlos“ einen Club-Klassiker                                                                               |
| Stricher                     | 1980     | ?              | Berlin    | |
| S.Y.P.H.                     | 1977     | existiert noch | Solingen  | eigentlich Punk-Band |

## T
| Name               | Gründung | Auflösung | Herkunft     | Anmerkung |
| ------------------ | -------- | --------- | ------------ | --- |
| Tempo              | 1978     | 1982      | Berlin       | |
| Thorax Wach        | ?        | ?         | ?            | |
| Ti-Tho             | ?        | ?         | ?            | |
| Die Tödliche Doris | 1980     | 1987      | Berlin       | |
| Tommi Stumpff      | –        | –         | Düsseldorf   | als Solokünstler von 1982–1993 aktiv, vorher bei Der KFC; nach längere Pause seit 2007 wieder musikalisch aktiv |
| Trio               | 1980     | 1986      | Großenkneten | pointierte Reduktion der technischen Mittel auf Pop-Basis; internationaler Hit Da Da Da                         |
| Tüff 86            | ?        | ?         | ?            | „Blaulicht Tütata“                                                                                              |

## U
| Name         | Gründung | Auflösung       | Herkunft | Anmerkung    |
| ------------ | -------- | --------------- | -------- | ------------ |
| UKW          | 1979     | 1983            | Berlin   |              |
| United Balls | 1973     | existieren noch | München  | Pogo in Togo |
| UnterRock    | ?        | ?               | ?        |              |

## V
| Name     | Gründung | Auflösung | Herkunft | Anmerkung                                                      |
| -------- | -------- | --------- | -------- | -------------------------------------------------------------- |
| Vera Kaa | –        | –         | Luzern   | bis 1985 als nach ihr benannte Band, seitdem solo weiter aktiv |
| Vono     | ?        | ?         | Berlin   |                                                                |

## W
| Name                  | Gründung | Auflösung | Herkunft | Anmerkung                                           |
| --------------------- | -------- | --------- | -------- | --------------------------------------------------- |
| Weltschmertz          | 1982     | 1982      | Hamburg  | Projekt von Achim Reichel und Frank Dostal († 2017) |
| Westdeutsche Christen | ?        | ?         | ?        |                                                     |
| The Wirtschaftswunder | 1980     | 1985      | Limburg  |                                                     |

## X
| Name             | Gründung | Auflösung         | Herkunft        | Anmerkung                                                                                              |
| ---------------- | -------- | ----------------- | --------------- | --- |
| Xao Seffcheque   | –        | –                 | Graz/Düsseldorf | verstorben am 26.5.2023                                                                                |
| Xmal Deutschland | 1980     | Anfang der 1990er | Hamburg         | früher, deutscher Vertreter der Dark-Wave- und Gothic-Musik; populär durch den Song „Incubus Succubus“ |
| X-Quadrat        | 1980 (?) | 1983 (?)          | Hagen           | Elektro-Punk & Wave auf Tonträger 58                                                                   |

## Z
| Name             | Gründung | Auflösung      | Herkunft   | Anmerkung                                                          |
| ---------------- | -------- | -------------- | ---------- | ------------------------------------------------------------------ |
| Zara-Thustra     | 1982     | 1996           | München    | neudeutsch gewellter Wagner-Pop; ab 1987 als Zara; siehe auch GMBH |
| Zatopek          | ?        | ?              | Berlin     |                                                                    |
| ZaZa             | –        | –              | München    | ein Album 1982, mit Zauberstab eine Erfolgssingle                  |
| ZeitGeist        | 1980     | 1982           | Berlin     |                                                                    |
| Die Zimmermänner | 1979     | existiert noch | Hamburg    |                                                                    |
| ZK               | 1978     | 1981           | Düsseldorf |                                                                    |
| Zoff             | 1979     | aktiv          | Iserlohn   | Zunächst 1984 aufgelöst, spielen Zoff seit 2003 wieder live.       |
| Z.S.K.A.         | ?        | ?              | Wildberg   |                                                                    |